# عدد مدور
تٌعَرَّف الأعداد المدورة على أنها حاص ضرب عدد كبير من العوامل الصغيرة نسبيًا  مقارنةً بالأرقام المجاورة له، مثل 24 = 2 * 2 * 2 * 3 (4 عوامل، مقابل 3 عوامل لمدة 27؛ 2 عوامل 21 و 2 و25 و 2؛ وعامل واحد لمدة 23).
يعتبر الرقم المستدير بشكل غير رسمي عددًا صحيحًا ينتهي بواحد أو أكثر من "0" (رقم صفري) في قاعدة معيّنة، لذلك، 590 يكون أكثر استدارة من 592، ولكن 590 أقل تقريبًا من 600، في كلا اللغتين التقنية وغير الرسمية، غالبًا ما يتم تفسير رقم الجولة على أنه يمثل قيمة أو قيم بالقرب من القيمة الاسمية المعبر عنها، على سبيل المثال، قد يتم استخدام رقم مستدير مثل 600 للإشارة إلى قيمة حجمها في الواقع 592، لأن القيمة الفعلية أكثر تعقيدًا للتعبير بدقة، وبالمثل، يمكن استخدام رقم مستدير للإشارة إلى مجموعة من القيم بالقرب من القيمة الاسمية التي تعبر عن عدم الدقة في الكمية، وبالتالي، فإن القيمة المبلغ عنها 600 قد تمثل في الواقع أي قيمة بالقرب من 600، وربما تصل إلى 550 أو تصل إلى 650، وكلها ستقرب إلى 600.
بالتدوين العشري، يعتبر الرقم الذي ينتهي بالرقم "5" أكثر تقريبًا من رقم واحد ينتهي برقم آخر غير صفري (ولكن أقل مستديرًا من أي رقم ينتهي بـ "0")، على سبيل المثال، يميل الرقم 25 إلى أن يكون مستديرًا أكثر من 24 عامًا، وهكذا قد يقول شخص ما، عند بلوغه سن 45، أن عمره أكبر من سن 44 أو 46 عامًا، أعداد صحيحة لذلك، في أي قاعدة معينة، 2.3 مستدير من 2.297، لأنه يمكن كتابة 2.3 كـ 2.300 وبالتالي، فإن الرقم الذي يحتوي على عدد أقل من الأرقام التي لا تتبع "0" يعتبر أكثر استدارة من الآخرين بنفس الدقة أو أكبر.
يمكن أيضًا اعتبار الأرقام «مستديرة» في أنظمة الترقيم غير العشرية (القاعدة 10)، على سبيل المثال، لن يتم اعتبار الرقم 1024 مستديرًا في رقم عشري، ولكن الرقم نفسه ينتهي بصفر في العديد من أنظمة الترقيم الأخرى بما في ذلك ثنائي (الأساس 2: 10000000000)، ثماني (أساسي 8: 2000)، وست عشرية (أساسي 16: 400)، تعميم المناقشة السابقة حول الرقم "5" على الرقم الذي يمثل b / 2 لتدوين الأساس b، إذا كانت b متساوية.

## علم النفس وعلم الاجتماع
تتوسط عملية تقريب الأعداد من الناحية النفسية بين عمليتي التسعير والتفاوض، لذا عادةً ما تكون ارقام الرواتب الأولى حسب مفهوم تقريب الاعداد وغالبا ما تكون الأسعار أقل من الاعداد التقريبية لتجنب كسر الحاجز النفسي للأفراد. 

## ثقافة
غالبًا ما يتم الاحتفال بالذكرى السنوية للأرقام المستديرة، على سبيل المثال، عيد ميلاد الخمسين، الذكرى المئوية لحدث ما، أو الزائر أو الزبون المليون لموقع أو نشاط تجاري.